# Спійманий чернець
«Спійманий чернець» (рос. Пойманный монах) — радянський музичний телефільм за комедією Генрі Філдінга, знятий в 1960 році режисером Григорієм Нікуліним.

## Сюжет
Католицький священик отець Мартін маніпулює батьком дівчини, Жюрденом, щоб спокусити його дочку — Ізабеллу, яку сватає молодий Ларун. Жюрдена намагаються використовувати у своїх цілях й інші персонажі. Але Ізабелла досить розумна, щоб зрозуміти, що відбувається, і заманює переслідуючого її батька Мартіна у пастку: розпусник буде викритий і покараний за свою хіть.

## У ролях
- Людмила Гурченко — Ізабелла
- Михайло Іванов — Ларун
- Віктор Чекмарьов — Жюрден, батько Ізабелли
- Олексій Смирнов — слуга Жюрдена
- Ірина Давидова — епізод
- Володимир Матусов — епізод
- Віталій Поліцеймако — епізод
- Анатолій Абрамов — епізод

## Знімальна група
- Режисер — Григорій Нікулін
- Сценарист — Григорій Нікулін
- Оператори — Мойсей Магід, Лев Сокольський
- Композитор — Олександр Маневич
- Художник — Олександр Блек